# Sola (Vanuatu)
Sola ist ein Ort im Norden des Inselstaats Vanuatu. Er ist Hauptort der vanuatuischen Provinz Torba und liegt an der Südostküste der Insel Vanua Lava im Archipel der Banks-Inseln.
2012 hatte Sola 1081 Einwohner.